# Ludwik Bartoszewicz
Ludwik Bartoszewicz herbu Jastrzębiec – szambelan Stanisława Augusta Poniatowskiego w 1789 roku.